# سامانثا جادج
سامانثا جادج (بالإنجليزية: Samantha Judge)‏ هي لاعب هوكي الحقل بريطانية، ولدت في 22 مارس 1978.

## روابط خارجية
- سامانثا جادج على موقع اتحاد ألعاب الكومنولث (مؤرشف) (الإنجليزية)
- سامانثا جادج على موقع دورة ألعاب الكومنولث 2006 (مؤرشف) (الإنجليزية)